# Малороссийский (Краснодарский край)
Малоросси́йский — посёлок в Тихорецком районе Краснодарского края России.
Входит в состав Архангельского сельского поселения.

## История
Посёлок основан в 1957 году одновременно с постройкой сахарного завода «Тихорецкий».

## Население
| 2002 | 2010  | 2021  |
| ---- | ----- | ----- |
| 1700 | ↗1704 | ↗1706 |

## Улицы
| - ул. Восточная, - ул. Гражданская, - ул. Жлобы, - ул. Зелёная, - пер. Котельный, - пер. Кочубея, | - ул. Майская, - ул. Мира, - ул. Мичурина, - ул. Молодёжная, - ул. Первомайская, - ул. Полевая, | - ул. Путевая, - пер. Речной, - ул. Спортивная, - ул. Школьная, - ул. Юбилейная, - пер. Южный. |